# Resolució 1982 del Consell de Seguretat de les Nacions Unides
La Resolució 1982 del Consell de Seguretat de les Nacions Unides fou adoptada per unanimitat el 17 de maig de 2011. Després de recordar totes les resolucions anteriors sobre la situació al Sudan, el Consell va ampliar el mandat d'un grup d'experts que vigilava l'embargament d'armes i altres sancions contra el país fins al 19 de febrer de 2012.

## Observacions
El Consell de Seguretat va recordar un informe del grup d'experts i va determinar que la situació al Sudan segueix sent una amenaça per a la pau i la seguretat internacionals a la regió.

## Actes
Actuant en virtut del Capítol VII de la Carta de les Nacions Unides, el Consell va reafirmar la importància de les mesures establertes en resolucions anteriors, inclosa la Resolució 1945 (2010). Va decidir ampliar el mandat del jurat d'experts establert a la Resolució 1591 (2005) i vigilar les sancions contra el Sudan, inclòs un embargament d'armes, fins al 19 de febrer de 2012.
Es va exigir al panell que proporcionés un informe al Consell 30 dies abans del final del seu mandat.